# Impennato
 (février 2014).
L'Impennato est un ruisseau du département Corse-du-Sud de la région Corse et un affluent du fleuve Taravo.

## Géographie
D'une longueur de 12,5 kilomètres, l'Impennato ou ruisseau de Ficaniella prend sa source sur la commune de Albitreccia à 860 mètres d'altitude, à côté du lieu-dit Quarcetu (894 m).
Il coule globalement du nord vers le sud.
Il conflue avec le Taravo sur la commune de Pila-Canale, à une altitude de 19 mètres.

### Communes et cantons traversés
Dans le seul département de la Corse-du-Sud, l'Impennato traverse quatre communes et un canton :
- dans le sens amont vers aval : Albitreccia (source), Guargualé, Cognocoli-Monticchi, Pila-Canale (confluence).

Soit en termes de cantons, l'Impennato prend source et conflue dans le même canton de Santa-Maria-Siché, dans l'arrondissement d'Ajaccio.

### Bassin versant
L'Impennato traverse une seule zone hydrographique "« Le Taravo du ruisseau de Penta à la mer Méditerranée »" (Y863) de 482 km2 de superficie. Ce bassin versant est constitué à 86,28 % de « forêts et milieux semi-naturels », à 13,38 % de « territoires agricoles », à 0,35 % de « territoires artificialisés ». 

### Organisme gestionnaire
L'organisme gestionnaire est le Comité de bassin de Corse, depuis la loi corse du 22 janvier 2002.

## Affluents
L'Impennato a six affluents référencés :
- ----- le ruisseau de Terminelli (rd) 2,4 km, sur les deux communes de Albitreccia et Cognocoli-Monticchi avec un affluent :
  - ----- le ruisseau de Catarelli (rd) 1,7 km, sur les deux communes de Albitreccia et Cognocoli-Monticchi.
- ----- le ruisseau de Codalbello (rd) 2,5 km, sur la seule commune de Cognocoli-Monticchi avec deux affluents :
  - le ruisseau de Finosa (rg) 1,7 km, sur la seule commune de Cognocoli-Monticchi[notes 1].
  - ----- le ruisseau de Fica Bianca (rd) 1,4 km, sur la seule commune de Cognocoli-Monticchi[notes 2].
- ----- le ruisseau de Vetriciccia (rd), 2,1 km, sur la seule communes de Cognocoli-Monticchi[notes 3].
- ----- le ruisseau de Porcareccia (rd), 2,5 km, sur les deux communes de Cognocoli-Monticchi et Pila-Canale[notes 4].
- ----- le ruisseau de Macinelli (rd), 1,5 km, sur la seule commune de Cognocoli-Monticchi.
- ----- le ruisseau de Carne (rd), 3,8 km, sur les deux communes de Pila-Canale et Cognocoli-Monticchi avec un affluent :
  - le ruisseau de Bragaleto (rg) 1,6 km, sur les deux communes de Pietrosella et Cognocoli-Monticchi.

### Rang e Strahler
Le rang de Strahler de l'Impennato est de trois.